# Aniquilación (Michel Houellebecq)
Aniquilación, Anéantir en francés  (/a.ne.ɑ̃.tiʁ/)  es una novela de Michel Houellebecq, publicada el 7 de enero del 2022 por la editorial Flammarion. Durante el lanzamiento de la obra se pusieron a la venta un total de aproximadamente 300.000 copias.
La novela mezcla espionaje y política, misterio y romanticismo.

## Trama de la obra
La trama comienza en noviembre de 2026, unos meses antes del inicio de las elecciones presidenciales. Paul Raison, alto funcionario de 47 años, trabaja en el despacho del ministro de Economía y Finanzas, Bruno Juge, con quien mantiene una estrecha amistad. El clima político está marcado por atentados terroristas internacionales. Se desconoce la autoría y los motivos de los ataques, extremadamente sofisticados.
En plena campaña electoral en la que Bruno participa activamente, Edouard Raison, padre de Paul y antiguo miembro de los servicios secretos, sufre un grave incidente que lo paraliza.

## Personajes
- Bastien Doutremont: Informático de cuarenta y tantos años que trabaja como contratista para la Dirección General de Seguridad Interior (DGSI).
- Fred: Científico informático de cuarenta y tantos años que trabaja como contratista para la Dirección General de Seguridad Interna (DGSI).
- Bruno Juge: Ministro de Economía y Finanzas.
- Paul Raison: Alto funcionario del Ministro de Economía y Finanzas.
- Prudence. Funcionaria del Departamento del Tesoro, esposa de Paul Raison.
- Édouard Raison: Padre de Paul Raison.
- Madeleine: Esposa de Édouard Raison.
- Suzanne Raison: Madre de Paul Raison, conservacionista de arte.
- Cécile Raison: Hermana de Paul Raison (e hija de Édouard y Suzanne Raison).
- Hervé: Esposo de Cécile Raison, notario desempleado.
- Aurélien Raison: Hermano de Paul Raison (e hijo de Édouard y Suzanne Raison), conservacionista de arte.
- Véronique: Exesposa de Paul Raison.
- Indy: Mujer de Aurélien.

## Influencias
El personaje de Bruno Juge, Ministro de Economía y Finanzas, es probablemente una referencia a Bruno Le Maire (Ministro de Economía y Finanzas en el momento de publicación de la novela). En octubre de 2021, Bruno Le Maire, amigo personal de Houellebecq, reveló algunos elementos de la trama de la novela.

## Recepción
Las críticas a la obra fueron principalmente positivas, con la notable excepción de Mediapart, que critica severamente tanto la forma como el contenido de la novela.